# Papaipema beeriana
Papaipema beeriana é uma espécie de mariposa da família Noctuidae. Pode ser encontrada na América do Norte.
O número MONA ou Hodges para Papaipema beeriana é 9508.